# Spårvagnslinje 1, Tallinn
Spårvagnslinje 1 är en spårvagnslinje i Tallinn, som går mellan Kadriorg i distriktet Kesklinn i östra delen av innerstaden och förorten Kopli i distriktet Põhja-Tallinn i nordväst.
Spårvagnslinje 1 delar sträckning med spårvagnslinje 2 (Kopli–Suur-Paala) på hela sin sträckning utom den östra delen från korsningen Narvavägen/Maneezi. På det avsnittet delar spårvagnslinje 1 linjesträckning med linje 3 (Tondi–Kadriorg). 
Tallinns spårvagnsnät består av fyra linjer med fem ändhållplatser. Alla linjer passerar Virutorget och korsningen Narvavägen/Hobujaama i innerstaden. Spårvagnarna på Linje 1 utgår från en spårvagnsdepå i Kopli och kör utmed gatan Kopli till järnvägsstationen Balti jaam och därifrån i en stor båge i grönområdet runt Gamla staden utmed "Põhja puiestee" ("Norra avenyn") och Havsavenyn till korsningen med Narvavägen på Virutorget. Därefter går spårvagnen på Narvavägen fram till korsningen med Petroleumgatan, där den svänger av in på August Weizenberggatan på en vändslinga med ändhållplatsen på August Weizenberggatan strax före Kadriorgparken.
Linjen är 8,2 respektive 8,8 kilometer lång beroende på färdriktning och har 20 hållplatser.

## Historik
Två varv i Kopli, Rysk-baltiska skeppsvarvet och AS Böckler & Co., byggde 1915 en 5,1 kilometer lång, enkelspårig ångspårväg med ryskt bredspår mellan innerstaden och Kopli för att ge sina arbetare ett bekvämt färdsätt till och från arbetet. Spårvagnslinjen användes också för godstranporter till och från Tallinns hamn. Så småningom ersattes ångdriften av dieseldrivna spårvagnar. I början av 1930-talet konverterades linjen till Kopli till smalspår, men drevs fortfarande separat från stadsnätet.
År 1951 byggdes linjen till Kopli ut till dubbelspår och 1953 förlängdes banan från Kopli ut och kopplades på Virutorget samman med stadsnätet.

## Bildgalleri

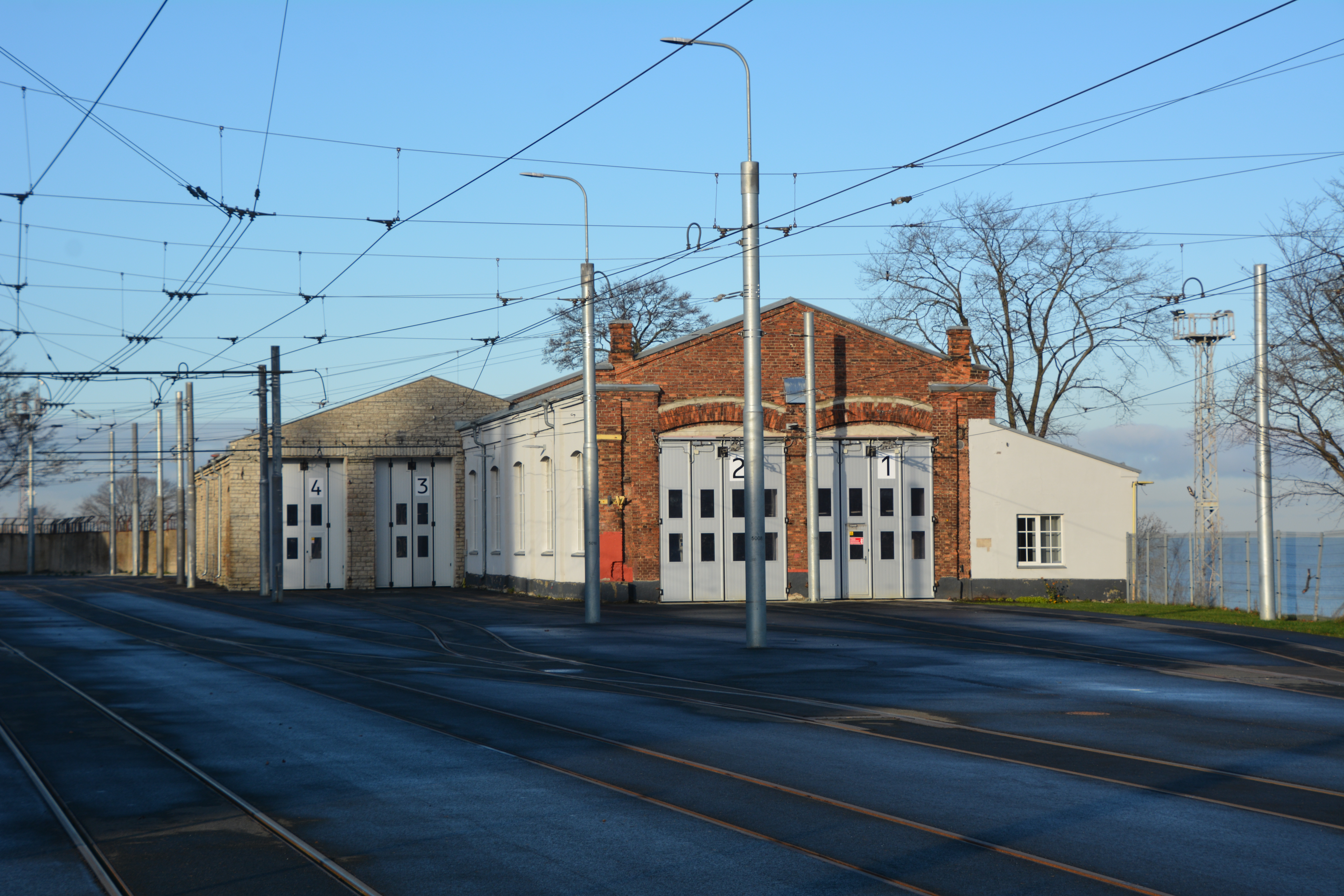
Spårvagnsdepån i Kopli
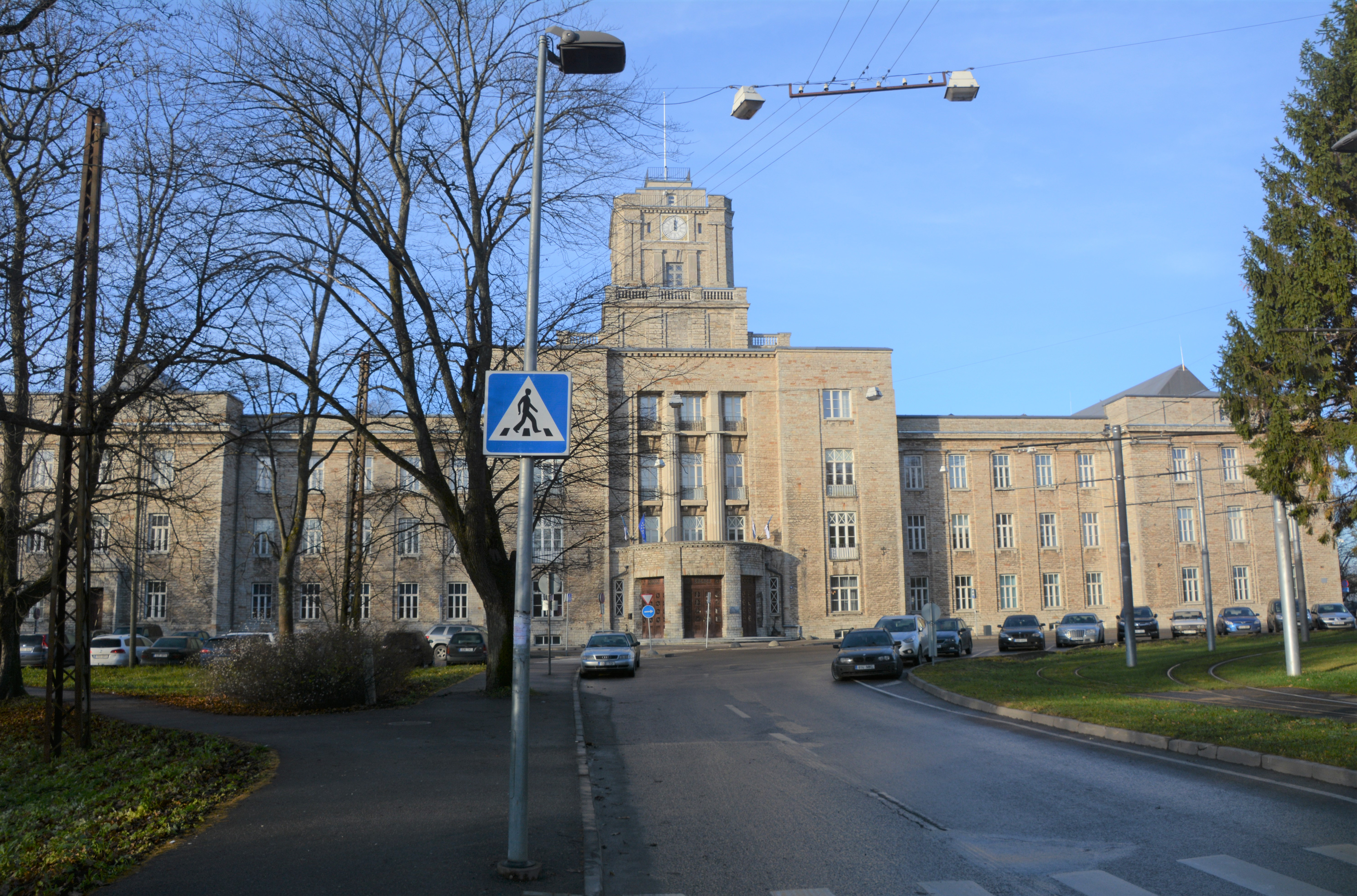
Estlands sjöfartshögskola i Kopli
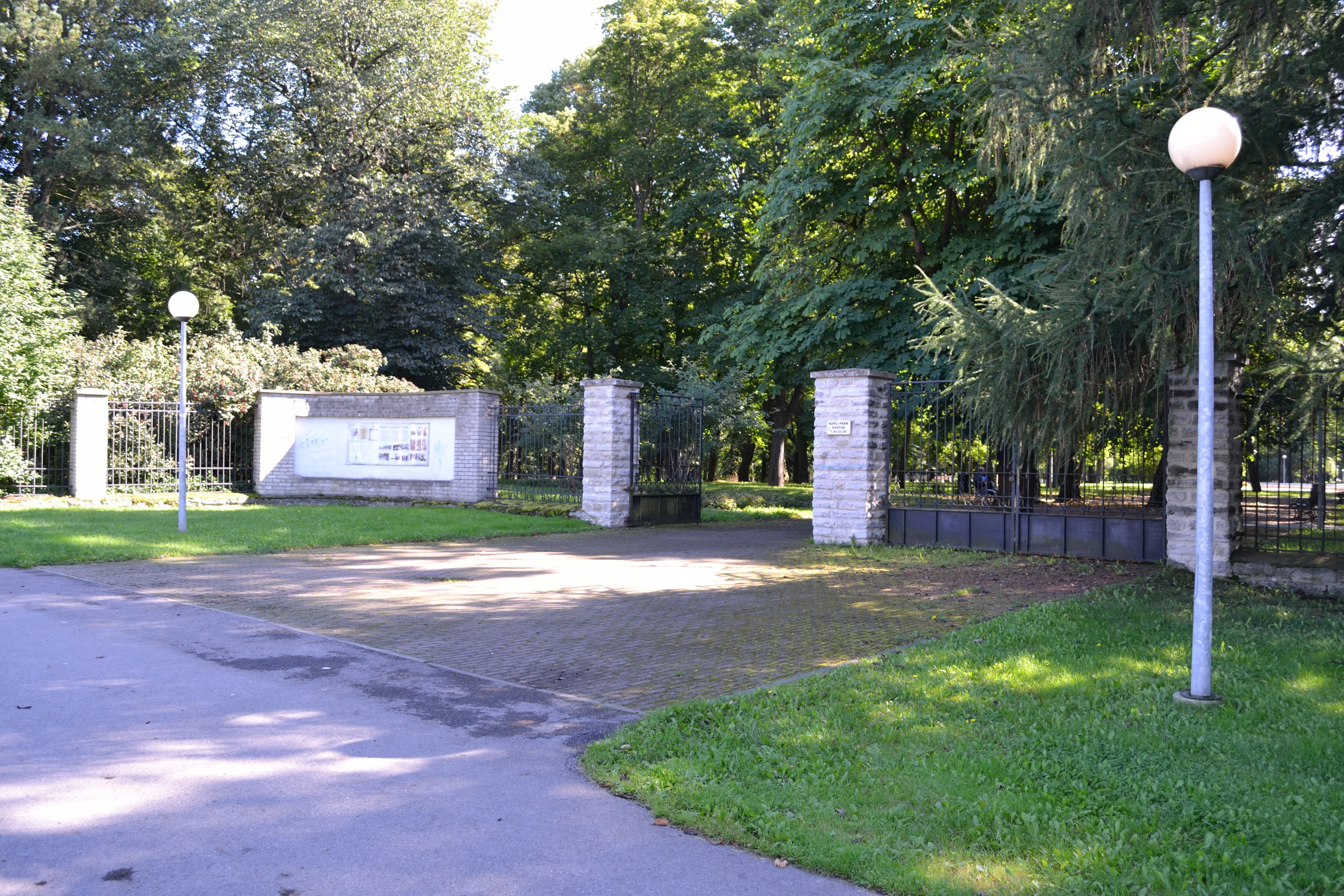
Kopli kyrkogårdspark
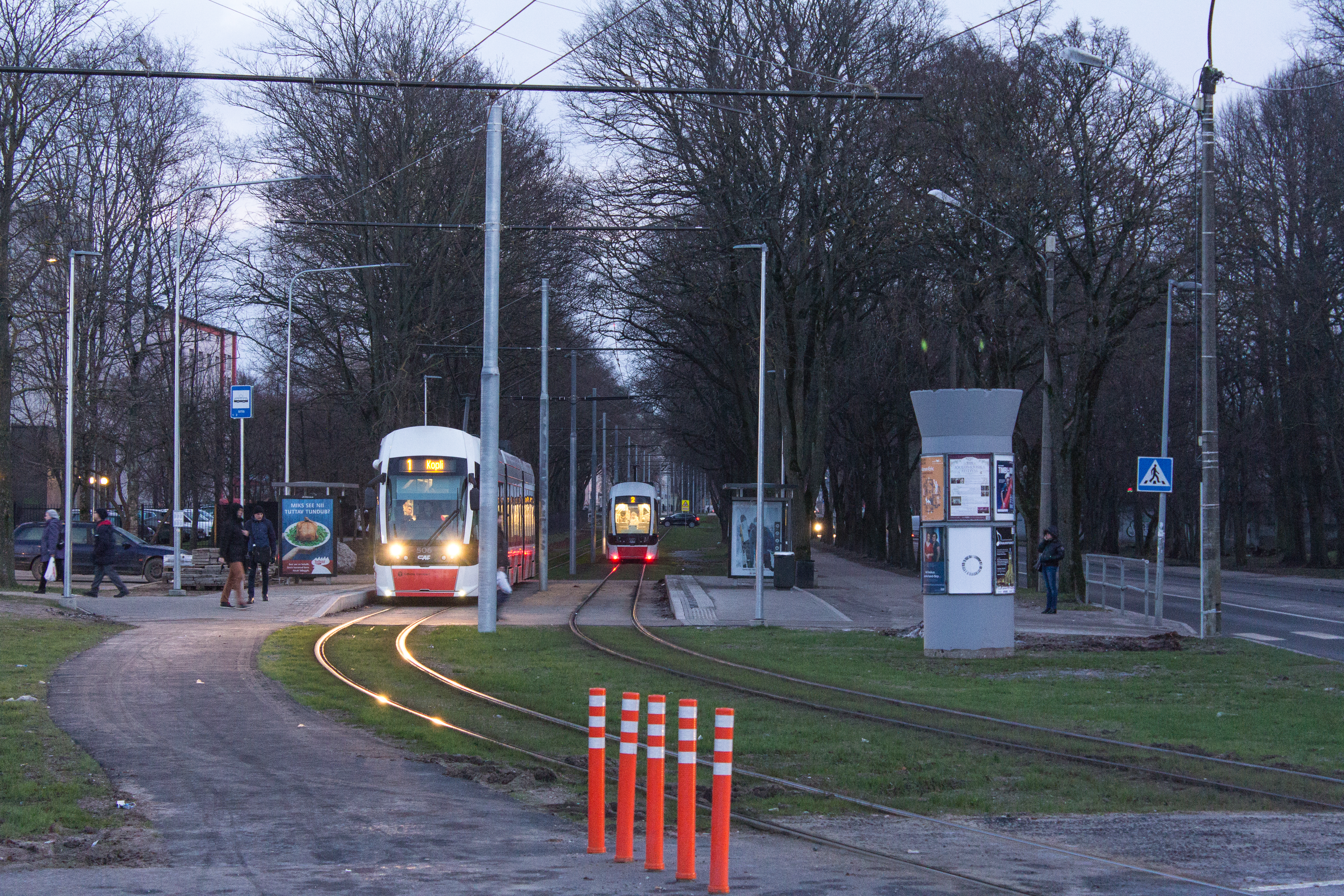
Två Urbos AXL-spårvagnar på Spårvagnslinje nr 1 vid hållplats Sitsi
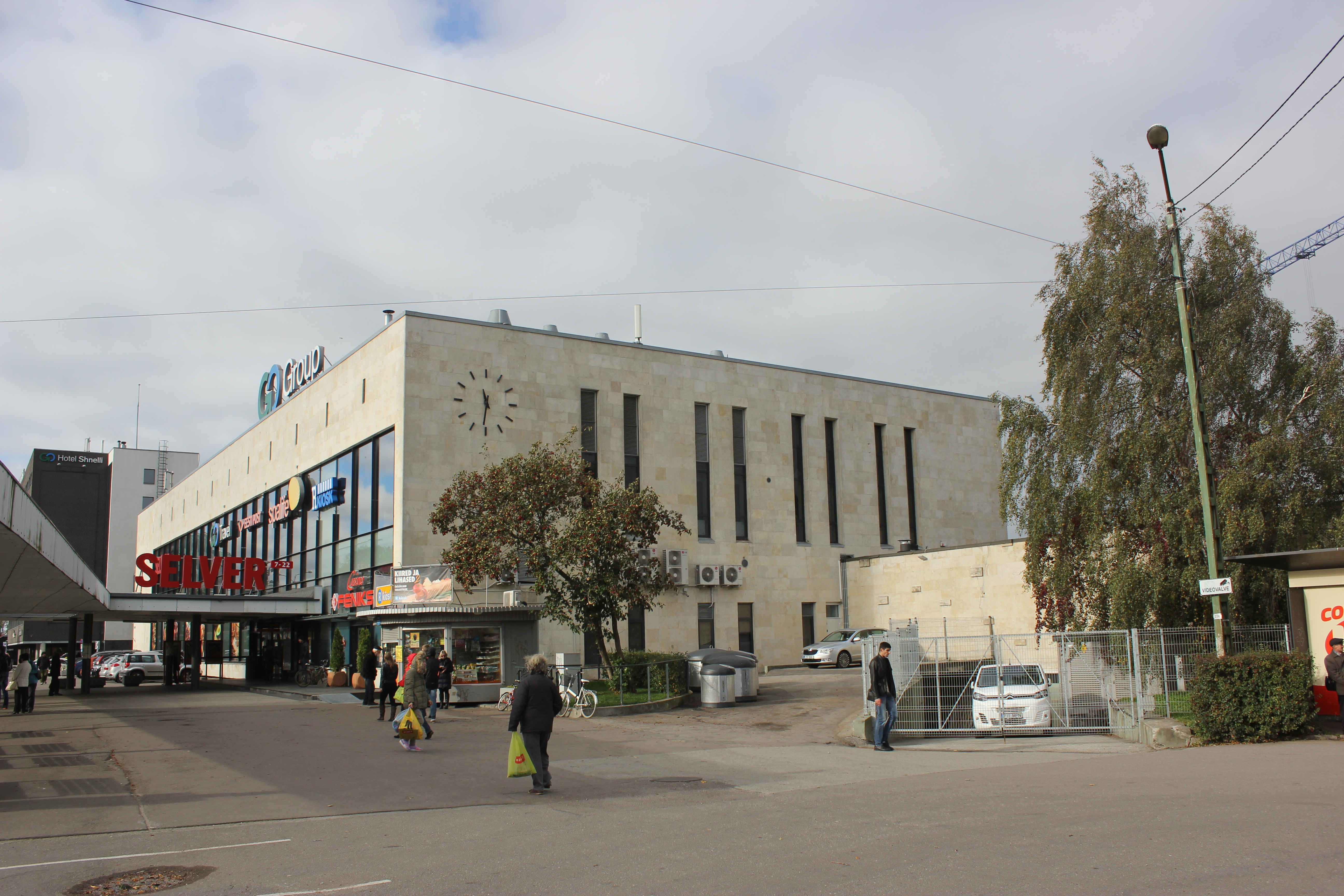
Entrén till järnvägsstationen Balti jaam
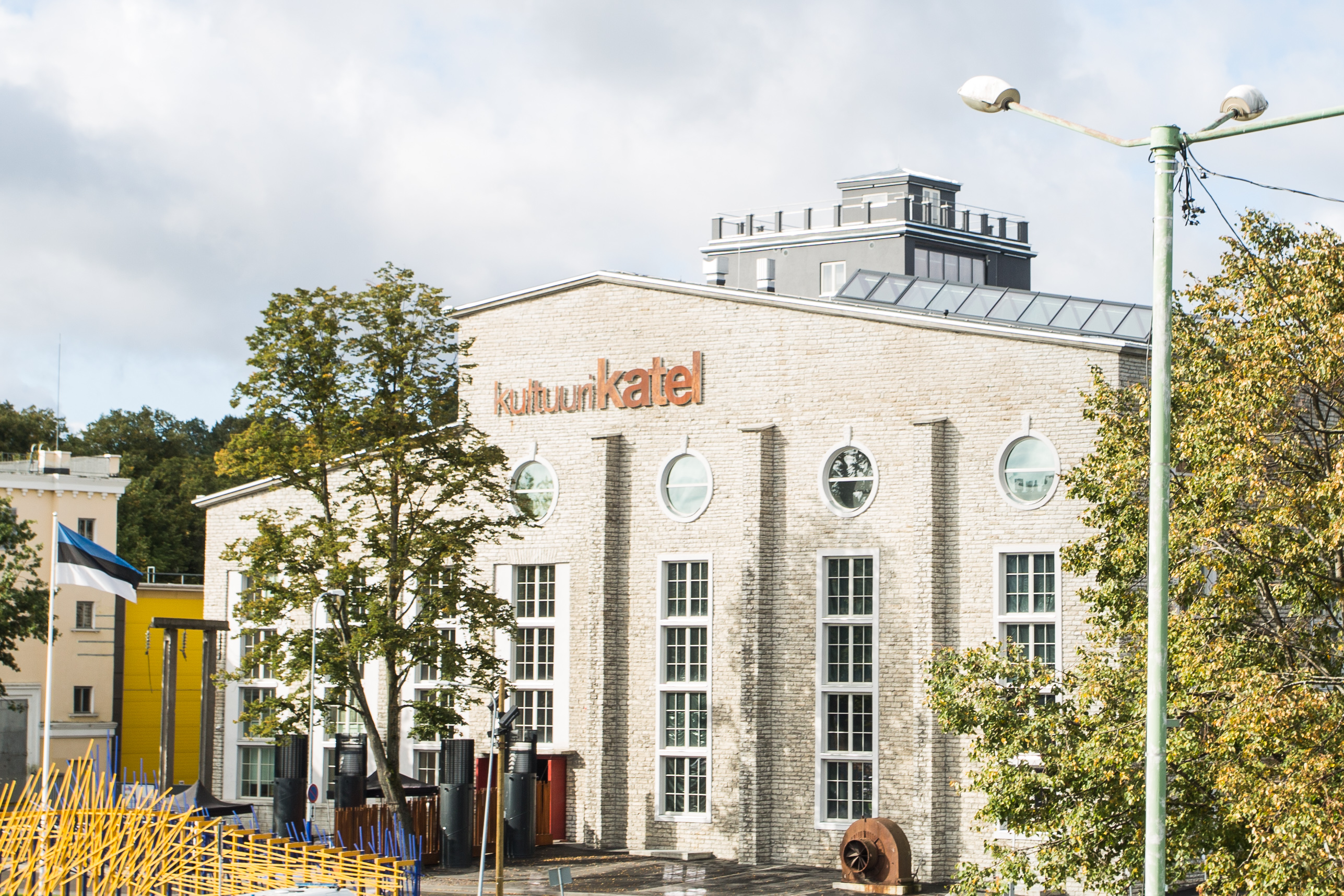
Kultuurikatel vid Havsavenyn
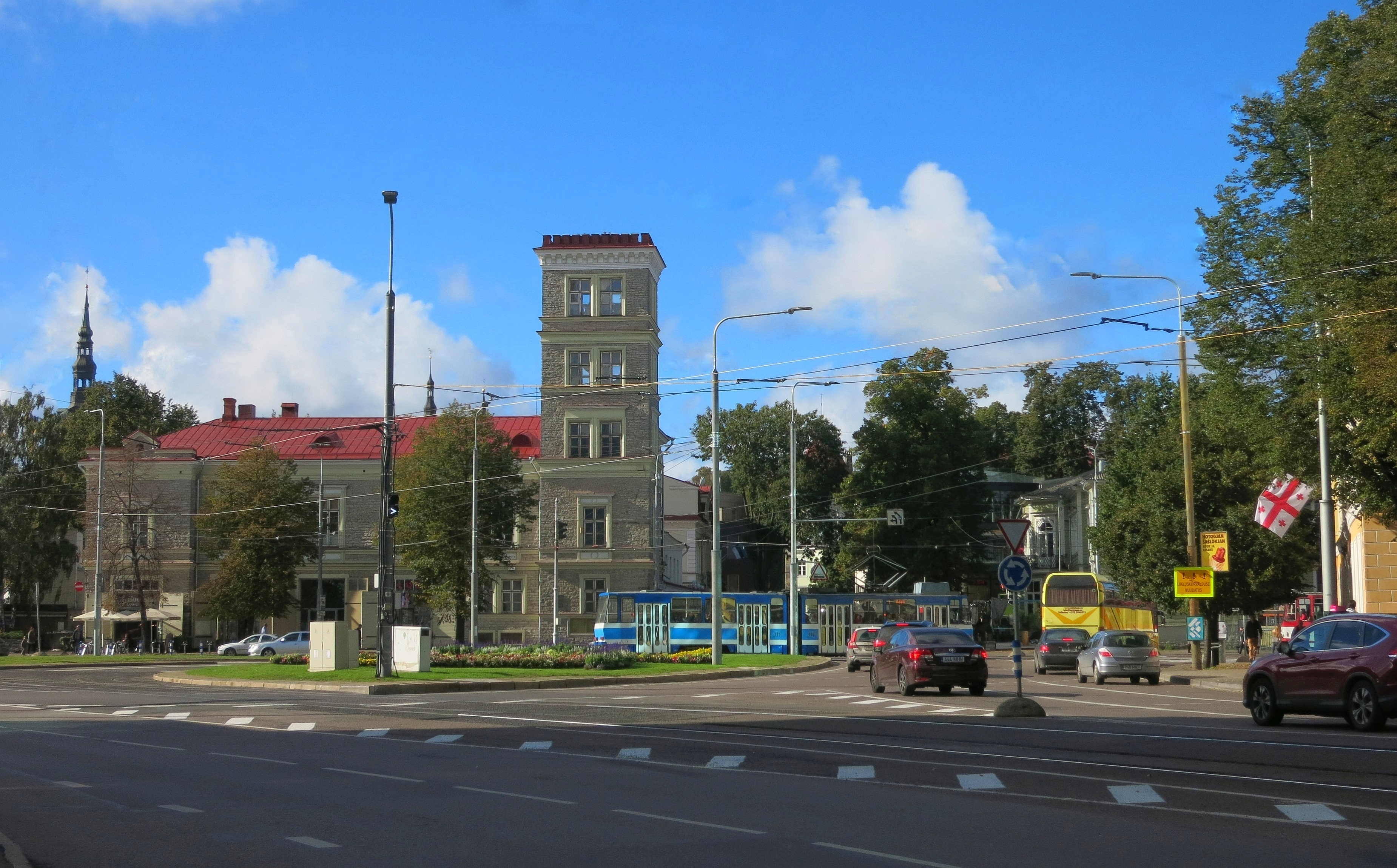
Virutorget med Tallinns frivilliga brandkårs stationshus
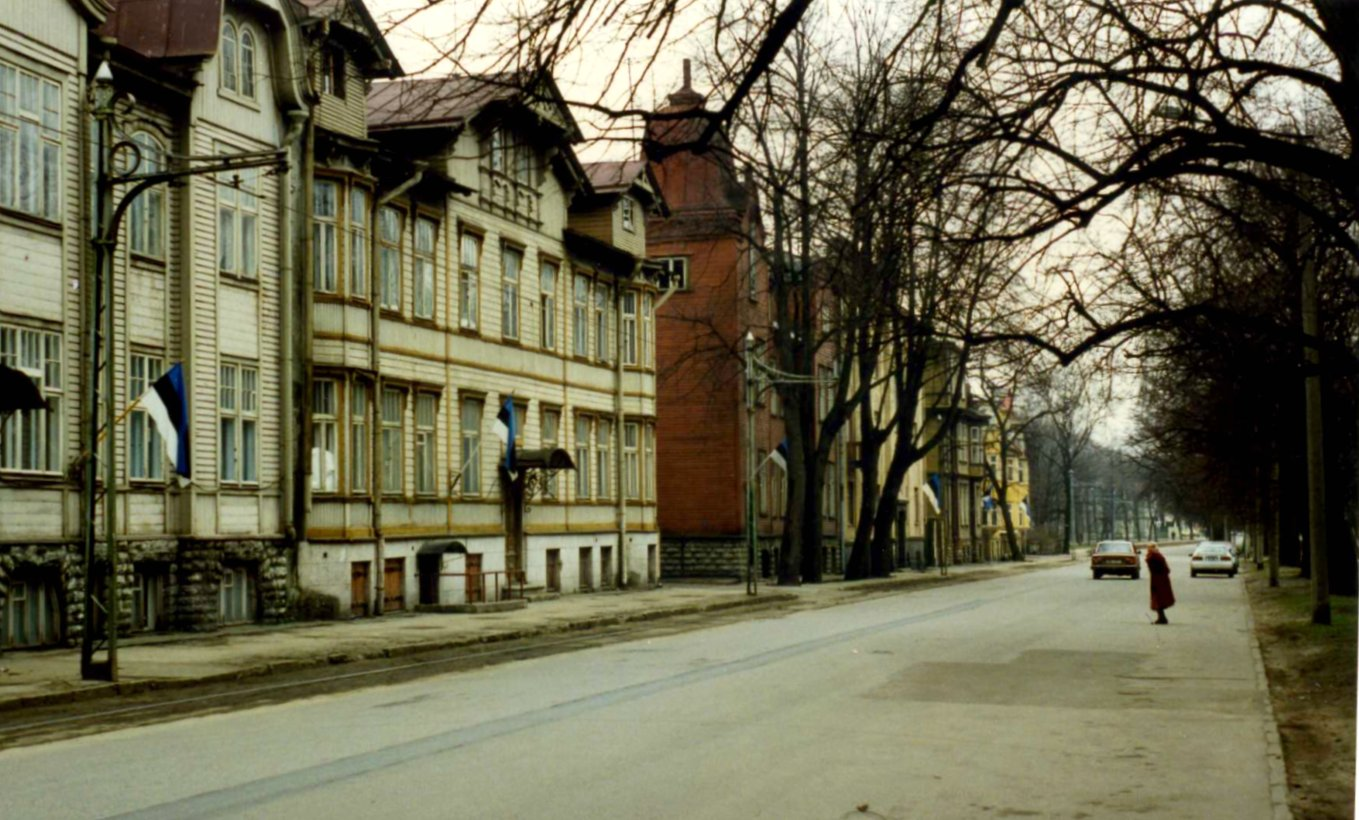
August Weizenberggatan, 1996
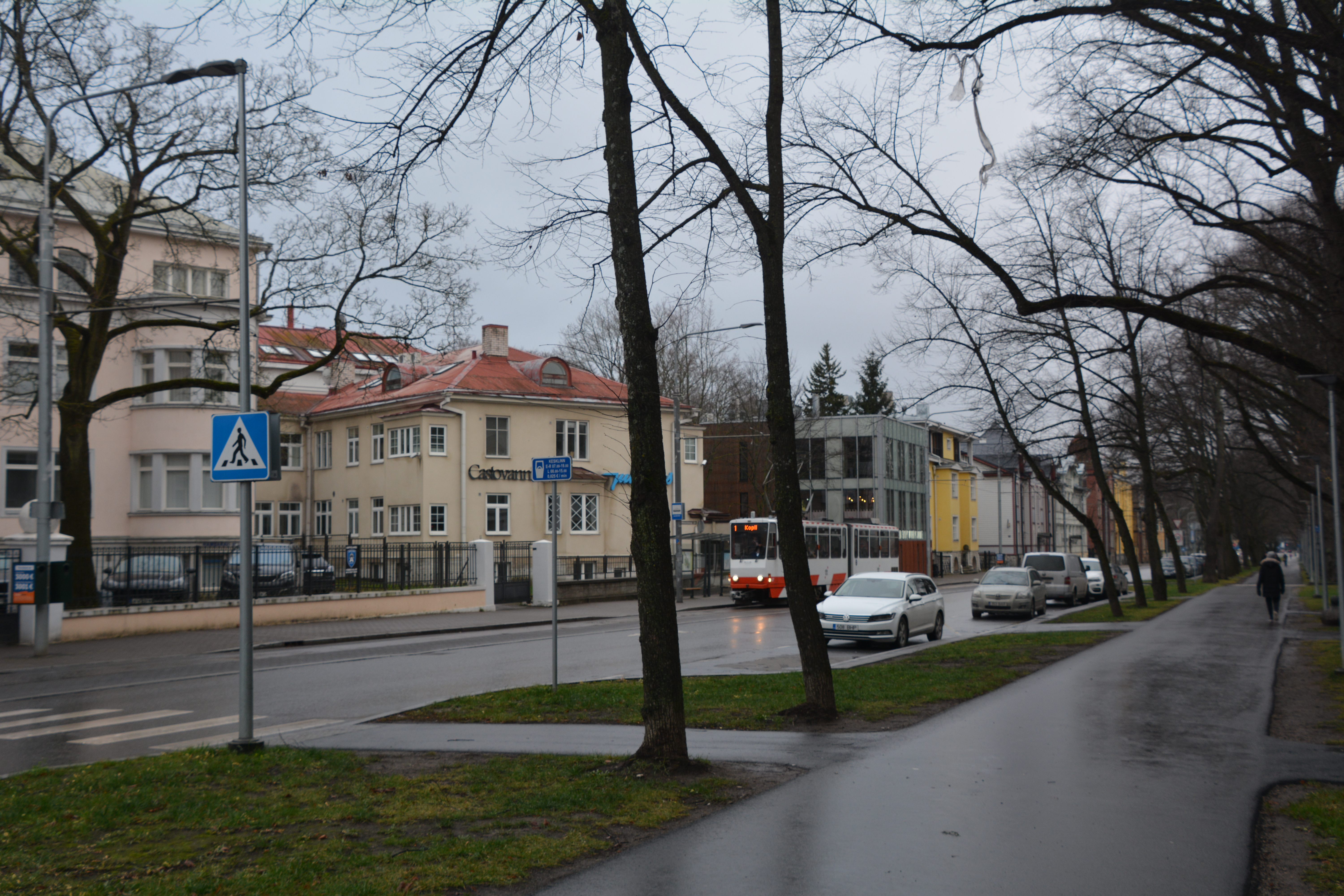
Ändhållplatsen i Kadriorg vid August Weizenberggatan 20